# Wodospad Skok
Wodospad Skok (niem. Schleierwasserfall, słow. vodopád Skok, węg. Fátyol-vízesés) – wodospad na potoku Młynica w Dolinie Młynickiej w słowackich Tatrach Wysokich. Znajduje się powyżej równi Pośrednia Polana, a poniżej Zadniej Polany. Nazwa wodospadu pochodzi od słowa skok, które w języku słowackim i w gwarze podhalańskiej oznacza wodospad, w językach południowosłowiańskich próg skalny, uskok, spiętrzenie. Znajduje się on na wysokim progu skalnym przegradzającym środkową część tej doliny. Ma wysokość około 25 m. Przy dużej wodzie na górnej krawędzi progu wodospad załamuje się, wyrzucając do przodu wodny prysznic (od tego właśnie pochodzi niemiecka nazwa tego wodospadu Schleierwasserfall). Wodospad najbardziej efektowny jest na początku lata tatrzańskiego, czyli w czerwcu, wyrzuca on wówczas średnio 880 litrów wody na sekundę. Ilość spływającej nim wody jest bardzo zmienna, w marcu na przykład jest to zaledwie 54 l/s. Przerażające wrażenie wywierał wodospad podczas wielkiej powodzi w 1958, gdy spływało nim ok. 30 tys. litrów wody na sekundę, a woda ta toczyła duże kamienie.
W bezpośrednim sąsiedztwie wodospadu znajdują się dwa stawy; powyżej progu Staw nad Skokiem, z którego wypływa woda zasilająca wodospad, poniżej progu znajduje się Staw pod Skokiem. Obok wodospadu prowadzi żółty szlak turystyczny. Pokonuje on stromy próg skalny; miejsca najbardziej eksponowane zabezpieczone są łańcuchami.

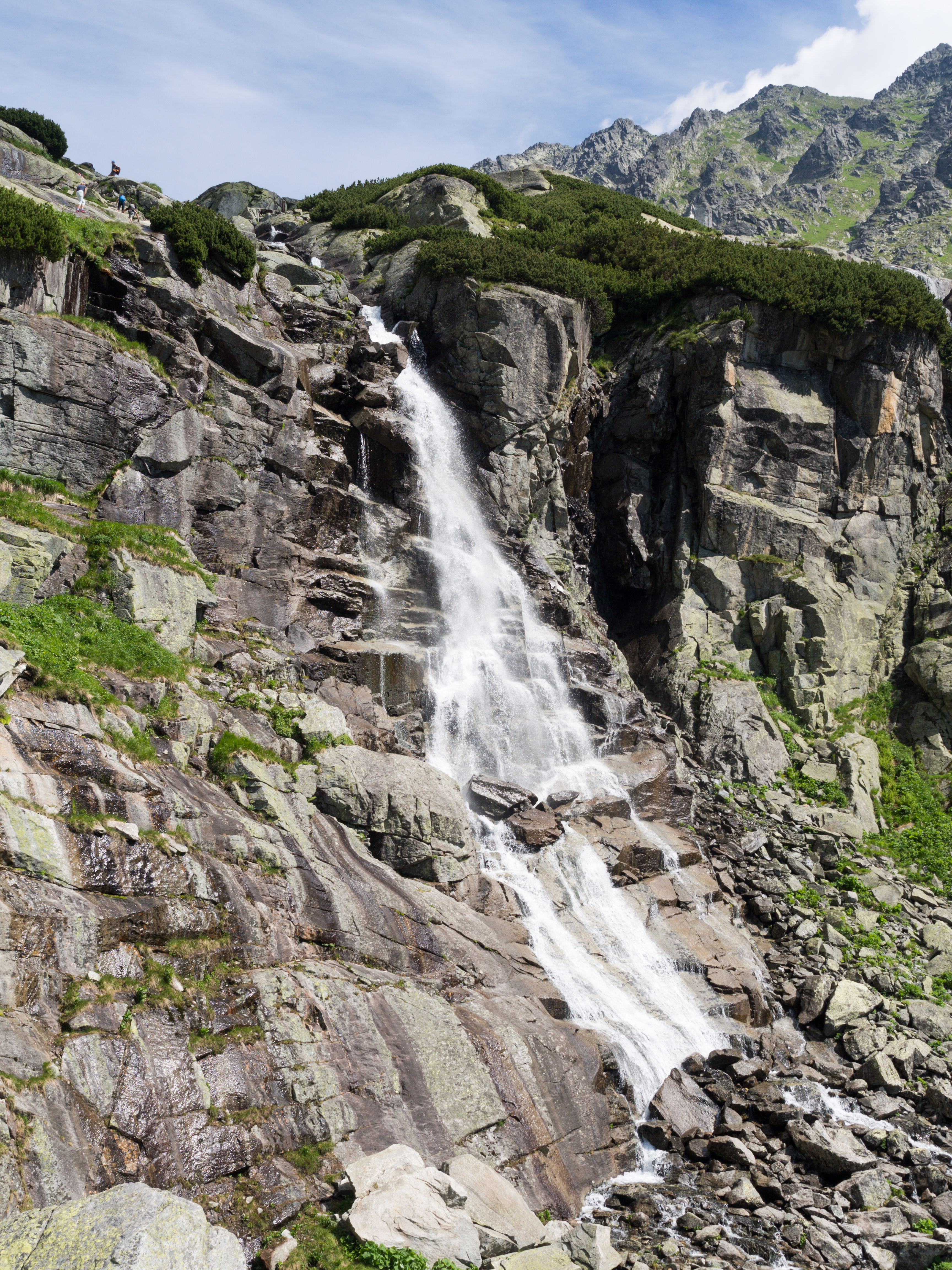
Wodospad Skok

## Szlaki turystyczne
– żółty szlak ze Szczyrbskiego Jeziora dnem Doliny Młynickiej obok Wodospadu Skok i dalej na Bystrą Ławkę, położoną nieco na południe od przełęczy Bystry Przechód (dawniej szlak wiódł prosto przez tę przełęcz), stamtąd dalej do Doliny Furkotnej. Przejście szlakiem przez przełęcz jest dozwolone w obie strony, jednak zalecany jest kierunek z Doliny Młynickiej do Furkotnej w celu uniknięcia zatorów na łańcuchach.
- Czas przejścia ze Szczyrbskiego Jeziora do wodospadu: 1:30 h, ↓ 1 h
- Czas przejścia znad wodospadu na Bystrą Ławkę: 2 h, ↓ 1:35 h.